# Расулия (медресе)
Расулия́ — медресе при 5-й соборной мечети в Троицке Оренбургской губернии, ныне в Челябинской области.

## История
Медресе «Расулия» было основано в 1883 г. в татарской слободке Троицка. Строительство медресе началось 3 июля 1880 гг. Ранее на этом месте был частный дом, переданный сыном купца Сейфуллы Габбасова Хабибуллой в дар для богослужений. В 1872 году в этом доме открылись мектеб и медресе.
Основателями медресе считаются Зайнулла Расулев, известный религиозный деятель, в чью честь медресе и получило своё название, и купец Сейфулла Габбасов. В 1886 году на средства казахского просветителя Ибрая Алтынсарина были построены деревянные здания учебного корпуса и общежития.
В начале своей деятельности медресе «Расулия» являлась конфессиональной школой, а в её в программе обучения были в основном богословские дисциплины. Мударрис «Расулии» Зайнулла придерживался джадидизма и был противником схоластики, которая в те времена преобладала в исламской религиозной школе.
В медресе шакирды изучали ислам не только по традиционной логике (мантык) и догматике, в их программу обучения входили также сам Коран, хадисы и работы Габденнасыра Курсави и Шигабутдина Марджани.
Благодаря деятельности Зайнуллы Расулева город Троицк стал важным центром обучения для мусульман Российской империи и базой для дальнейшего распространения суфийского братства Халидия-Накшбандия.
В медресе «Расулия» обучались  татары, башкиры, а также казахи, оно получило репутацию одного из лучших исламских институтов России. Французский историк Александр Бенигсен описывал медресе «Расулия» как «один из лучших академических институтов в мусульманском мире».
Материальную поддержку медресе оказывал Алтынсарин — богатый казахский предприниматель, которого беспокоила экспансия русского языка и культуры среди мусульман, стремившихся получить образование и не имевших иной альтернативы, кроме обучения по устаревшим программам существовавших медресе или изучения русской культуры.
В 1893 году благодаря Зайнулле Расулеву в медресе были введены звуковой метод обучения, классно-урочная система, а также изучение светских дисциплин. В начале XX в. медресе являлось полусветским учебным заведением с 11-летним курсом обучения. Благодаря сыну Зайнуллы Расулева — Габдрахману Расулеву, принявшему руководство медресе от отца, — в образовательную программу входили вероучение, русский язык, арабский язык, тюрки, чистописание, чтение, заучивание и толкование Корана и хадисов, математику, российская, тюркская и всеобщая история, история ислама, священная история, теология, мусульманское право, этика, гигиена, география, естествоведение, физика, химия, зоология и педагогика. Преподавание в медресе велось на татарском языке, здесь изучались татарская история и литература. При медресе начала работать первая в Троицке типография, в которой печаталась первая казахская газета «Айкап» (Заря).
Медресе превратилось в центр религиозной жизни зауральских башкир, а также стало очагом татарской культуры.
Точное число студентов, получивших образование в медресе «Расулия», неизвестно, но по оценкам аль-Магази в начале XX в. их было 311. Мало сведений и об этническом составе студентов. К 1913 г. в медресе «Расулия» работало 13 преподавателей, среди них З. Расулев, М. Мутагаров, Р. Атнабаев, Г. Назыров, Х. Терегулов и другие, обучалось 240 шакирдов. Финансировалось медресе за счёт пожертвований. На средства меценатов (в том числе самого Зайнуллы-ишана, который внес 19 тысяч рублей) в 1905 г. были приобретены 2 основных здания. В начале XX в. обучение стало платным (8 рублей в год). При медресе имелась библиотека с обширным книжным фондом, которой Зайнулла Расулев завещал коллекцию своих книг и вакуфный капитал на 3,5 тысячи рублей.
После Октябрьской революции медресе «Расулия» было закрыто (около 1919 г.) и превращено в татаро-башкирский педагогический техникум.

## Восстановление
В 2015 году было принято решение о восстановлении медресе. Архитекторы-реставраторы постарались максимально вернуть зданию первоначальное цветовое решение — красно-кирпичный цвет стен и белые архитектурные элементы. При проведении реставрации были обнаружены металлические ставни с механизмом, закрывавшие оконные проёмы первого этажа и наматывавшиеся на металлический вал, скрытый в стене над оконным проёмом; керамические воздуховоды системы отопления, а также окно для засыпки угля в подвал.  6 июля 2018 года состоялось торжественное открытие восстановленного Медресе "Расулия". 1 сентября 2018 года в Медресе начнутся занятия. В восстановленном медресе мюриды будут получать как светское так и религиозное обучение.